# Rendition (The Walking Dead)
«Rendición» —título original en inglés: «Rendition»— es el cuarto episodio de la undécima temporada de la posapocalíptica horror serie de televisión The Walking Dead. El episodio 157 de la serie en general, fue dirigido por Frederick E.O. Toye y escrito por Nicole Mirante-Matthews. "Rendition" se lanzó en la plataforma de transmisión AMC+ el 5 de septiembre de 2021, antes de transmitirse en AMC el 12 de septiembre de 2021.
En el episodio, Daryl (Norman Reedus) se reúne con Leah (Lynn Collins) mientras los Reapers lo mantienen cautivo en su cuartel general, Meridian, y lo torturan para obtener información sobre su grupo. El episodio recibió críticas mixtas por parte de los críticos.

## Trama
En el bosque, Daryl huye del Ataque Reaper con Perro. Un Reaper intenta detenerlo y los arroja a Perro, mientras tanto aparecen dos Reapers más pero Daryl les arroja un cuchillo a los Reapers los cuales lo rechazan. Otro Reaper impide que sus compañeros ataquen a Daryl, permitiéndole escapar. A la mañana siguiente, Daryl encuentra a Perro sentado junto a un Reaper, quien se revela como Leah, la expareja romántica de Daryl y la ex dueña de Perro. Leah le pregunta a Daryl si está con el grupo de Maggie. Daryl miente y dice que solo se topó con ellos en el camino, pero Leah no está convencida. Daryl intenta llevarse a Perro e irse, pero Perro se niega a dejar el lado de Leah mientras un grupo de Reapers los rodean.
Daryl es llevado a Meridian y atado a una silla en un cobertizo. Daryl le confía a Leah que regresó y la buscó por todas partes antes de que Leah lo deje inconsciente. Daryl pronto se despierta sin aliento cuando los Reapers le piden información sobre el grupo de Maggie. Insiste en que no tiene familia y que solo formó parte brevemente del grupo de Maggie. No obstante, continúan torturándolo hasta que Leah les ordena que dejen de hacerlo. Daryl está encerrado en una celda cercana, donde también está encarcelado Frost. Daryl se apega a su historia y finge que no le importa el grupo de Maggie cuando Frost pregunta. Leah vuelve a ordenarle a Daryl que entregue cualquier información para no enfrentarse a la ira de su líder, Pope. En las habitaciones de Pope, Leah se entera de que otro Reaper, Michael, fue encontrado muerto.
Leah regresa a la celda de Daryl cuando se llevan a Frost para interrogarlo y le confía su dolor por Michael, a quien veía como un hermano menor. Daryl vuelve a decir que regresó a su cabaña para estar con ella, pero ella no estaba allí. Leah admite que todavía siente algo por Daryl, quien dice que la ayudaría si pudiera y afirma que está diciendo la verdad acerca de no ser parte del grupo de Maggie. Daryl ofrece detalles vagos, afirmando que una mujer lidera el grupo con un tipo alto y delgado y un sacerdote que lleva una escopeta. Daryl también le dice a Leah que el grupo hablaba en código a su alrededor porque él era un extraño y que se estaban reuniendo con tres docenas de sus combatientes. Satisfecha, Leah informa a Pope y lo convence de que deje que Daryl se una a ellos.
Esa noche, Daryl y Leah se quedan solos en la sala de interrogatorios, sólo para ser encerrados dentro; Se prende fuego al cobertizo y la habitación queda envuelta en llamas. Daryl puede atravesar una ventana y ayuda a Leah a salir de la habitación en llamas y la sigue hasta un lugar seguro afuera, donde encuentran a todos los Reapers reunidos. Pope, impresionado de que Daryl no solo escapó sino que salvó a Leah antes que él mismo, le da la bienvenida al grupo. En sus habitaciones, Pope explica cómo los Reapers son veteranos traumatizados durante la Guerra en Afganistán. Luchando por hacer frente a la vida civil después de terminar su despliegue, se convirtieron en mercenarios hasta que la sociedad cayó. Tras la caída, los políticos que los contrataron intentaron exterminarlos en un incendio, pero sobrevivieron creyéndose elegidos por Dios.
Más tarde, alrededor de una fogata, Pope acusa a un Reaper de abandonar a Michael en la batalla y lo arroja al fuego, sujetándolo hasta que muere quemado.

## Producción

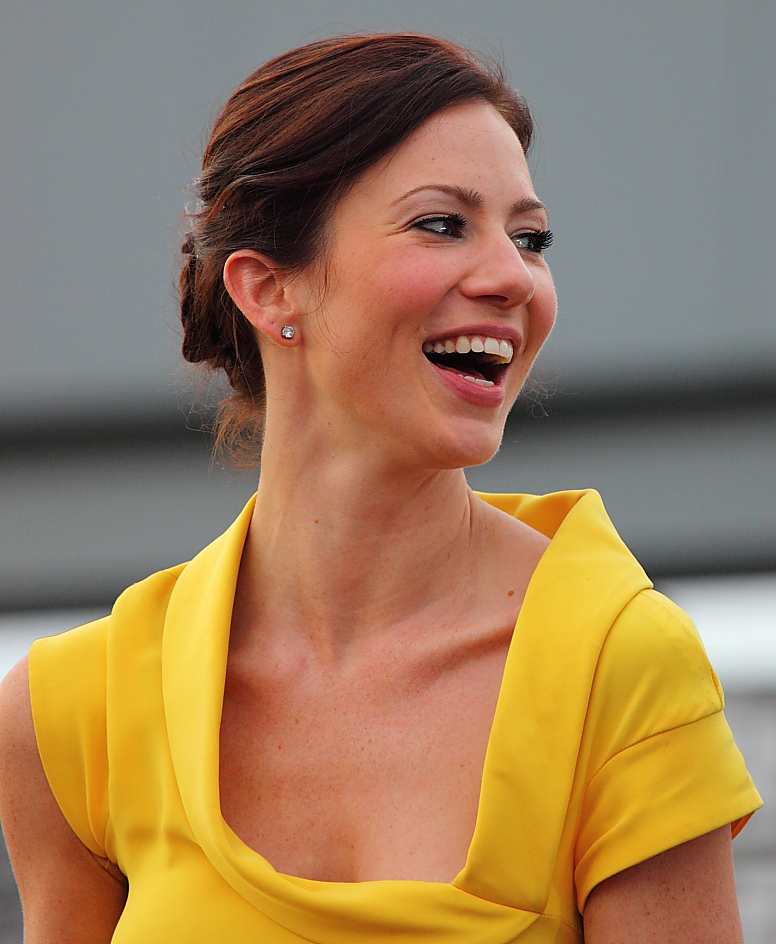
"Rendition" marca el regreso de Lynn Collins como Leah, quien estuvo ausente desde "Find Me"

El episodio marca la segunda aparición de Lynn Collins como Leah, haciendo de esta su primera aparición desde el episodio "Find Me" de la temporada anterior.

## Recepción

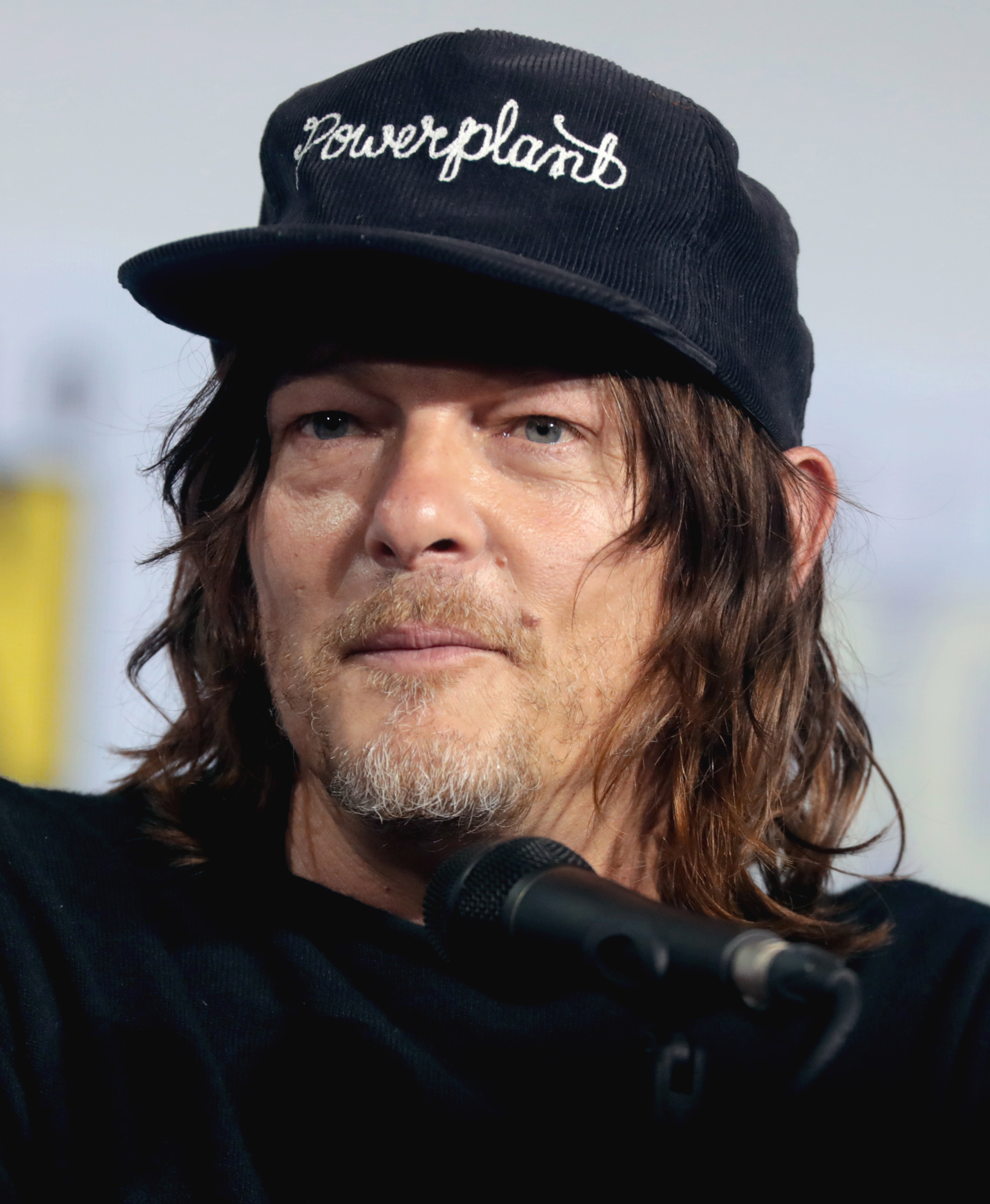
Norman Reedus hablando en la Comic-Con Internacional de San Diego 2019 en San Diego, California.

### Recepción crítica
El episodio recibió críticas generalmente mixtas por parte de los críticos. En Rotten Tomatoes, el episodio tiene un índice de aprobación del 67% con una puntuación promedio de 6,8 sobre 10, según 12 reseñas. El consenso crítico del sitio dice: "Daryl es un guía turístico participativo a través del último grupo de antagonistas de 'The Walking Dead'', aunque 'Rendition' no convencerá a los escépticos de que The Reapers son muy diferentes a los milicias asesinas que han plagado la serie antes."
Ron Hogan de Den of Geek le dio al episodio 4 de 5 estrellas, elogiando la dirección de Toye y las actuaciones de Reedus y Collins en sus escenas juntos, escribiendo que: "Nicole Mirante-Matthews camina por una línea muy fina en estos momentos, con Daryl y Leah empujándose el uno al otro sin perder esa conexión central". Rob Bricken de Gizmodo elogió el desarrollo de la historia de fondo de los Reapers, pero expresó su desconfianza sobre hacia dónde iban los escritores, diciendo: "Dudo que The Walking Dead defina las afiliaciones religiosas de los Reapers más allá de ellas. estar en una misión de 'Dios'. Estoy mucho más preocupado por lo mal que podría romperse el concepto de los Reapers si el programa no tiene cuidado con él."
Escribiendo para Forbes, Erik Kain criticó la naturaleza repetitiva de la historia, comparándola desfavorablemente con el arco de Daryl con los Claimers en la cuarta temporada del programa. Kain escribió que: "Lo que le falta a esta temporada, al menos hasta ahora, es una sensación de peligro real o de mucho en juego. Esta es la última temporada de todo el programa, pero se siente completamente segura, segura de una manera que las temporadas anteriores nunca se sintieron. Lo que sea La tensión con la que tropezamos es demasiado artificial y predecible para importar mucho." "Cualquier tensión con la que nos topemos es demasiado artificial y predecible para importar mucho".

### Calificaciones
El episodio fue visto por 1,88 millones de espectadores en los Estados Unidos en su fecha de emisión original. Marcó un ligero aumento en los ratings respecto al episodio anterior, que tuvo 1,87 millones de espectadores.